# Antoni Łukoś
Antoni Łukoś (ur. 22 września 1894 w Komorowicach, zm. po 4 listopada 1939) – major łączności Wojska Polskiego.

## Życiorys
Urodził się 22 września 1894 w Komorowicach, w rodzinie Macieja i Zuzanny.
W czasie I wojny światowej walczył w szeregach cesarsko-królewskiej Obrony Krajowej. Jego oddziałem macierzystym był 31 Pułk Piechoty Obrony Krajowej, który w 1917 został przemianowany na Pułk Strzelców Nr 31. Na stopień porucznika rezerwy został mianowany ze starszeństwem z 1 września 1915. Później został przemianowany na oficera zawodowego i awansowany na nadporucznika ze starszeństwem z 1 listopada 1917.
Od 1918 w Wojsku Polskim. Uczestniczył w wojnie polsko-czechosłowackiej, za którą otrzymał Medal Pamiątkowy za Obronę Śląska Cieszyńskiego i dekret pochwalny nadany przez Prezydium Rady Narodowej Śląska Cieszyńskiego. 24 lipca 1919 został przeniesiony z 10 pp do 1 pułku telegraficznego. W czasie wojny z bolszewikami był dowódcą kompanii telegraficznej górskiej. 9 września 1920 został zatwierdzony z dniem 1 kwietnia 1920 w stopniu kapitana, w Korpusie Wojsk Łączności, w grupie oficerów byłej armii austriacko-węgierskiej.
1 czerwca 1921 pełnił służbę w Głównym Centrum Wyszkolenia Grodno, a jego oddziałem macierzystym był I Baon Zapasowy Telegraficzny. Później został przeniesiony do 2 pułku łączności w Jarosławiu i przydzielony do Dowództwa Okręgu Korpusu Nr III w Grodnie na stanowisko szefa Szefostwa Łączności. 3 maja 1922 został zweryfikowany w stopniu kapitana ze starszeństwem od 1 czerwca 1919 i 18. lokatą w korpusie oficerów łączności, a 31 marca 1924 prezydent RP nadał mu stopień majora ze starszeństwem z dnia 1 lipca 1923 i 13. lokatą w korpusie oficerów łączności. Od sierpnia 1924, po reorganizacji DOK III, pełnił służbę na stanowisku szefa 3 Okręgowego Szefostwa Łączności w Grodnie, pozostając oficerem nadetatowym 2 pułku łączności. W czerwcu 1927 został przeniesiony do 9 samodzielnego batalionu łączności w Brześciu na stanowisko dowódcy batalionu. W 1929 dowodzona przez niego jednostka została przemianowana na 9 batalion telegraficzny. Z dniem 12 listopada 1930 został przydzielony na pięciomiesięczny kurs informacyjny dla oficerów sztabowych łączności przy Ministerstwie Poczt i Telegrafów. 3 lipca 1931 minister poczt i telegrafów Ignacy Boerner przesłał Generalnemu Inspektorowi Sił Zbrojnych ocenę kwalifikacyjną majora Łukosia: „przy słabych kwalifikacjach umysłowych posiada niedostateczne teoretyczne jak i praktyczne przygotowanie jak również niedostateczną umiejętność wykorzystania środków łączności państwowej. Pilność i obowiązkowość jak również zainteresowanie przedmiotami dostateczne. Og. ocena: niedostatecznie”. W marcu 1932 został przeniesiony do Kadry 4 batalionu telegraficznego w Brześciu na stanowisko komendanta. W listopadzie 1932 został zwolniony z zajmowanego stanowiska i oddany do dyspozycji dowódcy Okręgu Korpusu Nr IX, a z dniem 1 stycznia 1933 przydzielony do dyspozycji Ministerstwa Poczt i Telegrafów na okres sześciu miesięcy. Z dniem 30 czerwca 1933 został przeniesiony do rezerwy z równoczesnym przeniesieniem w rezerwie do Centrum Wyszkolenia Łączności w Zegrzu.
24 czerwca 1933 został mianowany naczelnikiem urzędu teletechnicznego w Białymstoku. W 1939 był naczelnikiem Urzędu Telefoniczno-Telegraficznego w Białymstoku. W czasie kampanii wrześniowej był przydzielony do Kwatery Głównej Samodzielnej Grupy Operacyjnej „Narew” jako przedstawiciel Ministerstwa Poczt i Telegrafów.
4 listopada 1939 w Białymstoku został aresztowany. Jego dalsze losy nie są znane. Mógł być przewieziony do więzienia w Mińsku i tam zamordowany. Jego rodzina została deportowana do Kazachstanu w kwietniu 1940.

## Ordery i odznaczenia
- Krzyż Walecznych[27]
- Złoty Krzyż Zasługi (10 listopada 1928)[28][27]
- Medal Pamiątkowy za Obronę Śląska Cieszyńskiego[6]
- Brązowy Medal Waleczności (Austro-Węgry)[4]

7 lutego 1933 Komitet Krzyża i Medalu Niepodległości odrzucił wniosek o nadanie mu tego odznaczenia „z powodu braku pracy niepodległościowej”.